# Сегерстам, Лейф
Лейф Сегерстам (швед. Leif Selim Segerstam; 2 марта 1944[…], Вааса — 9 октября 2024, Хельсинки) — финский дирижёр и композитор шведского происхождения.

## Образование
Отец композитора, Селим Сегерстам (при рождении Сигфридс, 9 апреля 1904, Уусикирко — 2 октября 1963, Хельсинки), учился в Академии Сибелиуса, с 1947 года работал учителем в шведскоязычной начальной школе в Хельсинки, а также хоровым дирижёром и руководителем нескольких хоров; делал аранжировки народных песен для хорового исполнения, составил сборник песен Vår sångbok, опубликованный в 1952 году, на котором пели шведскоязычные ученики молодого поколения.
В 1962 году, будучи абитуриентом Академии имени Сибелиуса, Лейф Сегерстам выиграл национальный конкурс пианистов имени Май Линд.
Окончив Академию в 1966 году, совершенствовал своё мастерство в Джульярдской школе под руководством Джеймса Левайна, Леонарда Слаткина и Жана Мореля.

## Карьера
Возглавлял Симфонический оркестр Венского радио (1975—1982), Симфонический оркестр Финского радио (1977—1987), Филармонический оркестр земли Рейнланд-Пфальц (1983—1990), Датский национальный симфонический оркестр (1988—1995), Хельсинкский филармонический оркестр (1995—2007). Неоднократно гастролировал в России. С 1997 года Лейф Сегерстам преподавал дирижирование в Академии Сибелиуса. Среди его учеников, в частности, Сусанна Мялкки, Саша Мякиля и Маркку Лааксо.
Сегерстам умер 9 октября 2024 года в Хельсинки в возрасте 80 лет.

## Дискография
Обширная дискография Сегерстама включает произведения Альбана Берга, Иоганнеса Брамса (все симфонии), Карла Биргера Блумдаля, Рихарда Вагнера, Джона Корильяно, Эриха Вольфганга Корнгольда, Витольда Лютославского, Густава Малера (все симфонии с Датским национальным симфоническим оркестром), Модеста Мусоргского, Пера Нёргора, Карла Нильсена, Аллана Петтерссона, Эйноюхани Раутаваары (все симфонии с несколькими оркестрами), Ханса Ротта, Вольфганга Рима, Альбера Русселя, Яна Сибелиуса (все симфонии с Датским национальным симфоническим оркестром; все симфонии с Хельсинкским филармоническим оркестром), Александра Скрябина (все симфонии), Флорана Шмитта, Альфреда Шнитке. Среди произведений, впервые исполненных под управлением Сегерстама, — Broken Chant Гии Канчели.

## Творчество
Как композитор известен, прежде всего, многочисленными симфониями, написанными, как правило, для оркестра, играющего без дирижёра: в мае 2016 года их было уже 300. Помимо них, написал около 30 струнных квартетов, многочисленные концерты — 13 скрипичных (два последних носят номера 12,222 и 13,333), 8 виолончельных, 4 альтовых, 4 фортепианных и 3 для валторны.

## Награды
- Медаль «Pro Finlandia» (1992 год).
- Командор ордена «За заслуги перед культурой»[рум.] в категории B «Музыка» (2003 год, Румыния)[10].
- Государственная премия Финляндии в области музыки.
- Музыкальная премия Северного совета (1999 год).
- Большая премия Шведского фонда культуры.
- Sibelius Medal.